# Ян Пфістер
Пфі́стер Ян, або Йоган (3 серпня 1573, Вроцлав — до 1642 / 1645) — скульптор німецької школи (можливо голландець за походженням). Його творчість належить до пізнього ренесансу з елементами маньєризму та раннього бароко. Працював у Вроцлаві, Львові та Бережанах.

## Біографія

Ян Пфістер. Ліплений декор надгробкової каплиці Адама Єроніма Сенявського, бл. 1640 р. Бережани.

Скульптурне розп'яття, костел єзуїтів, Львів, 1616 р.

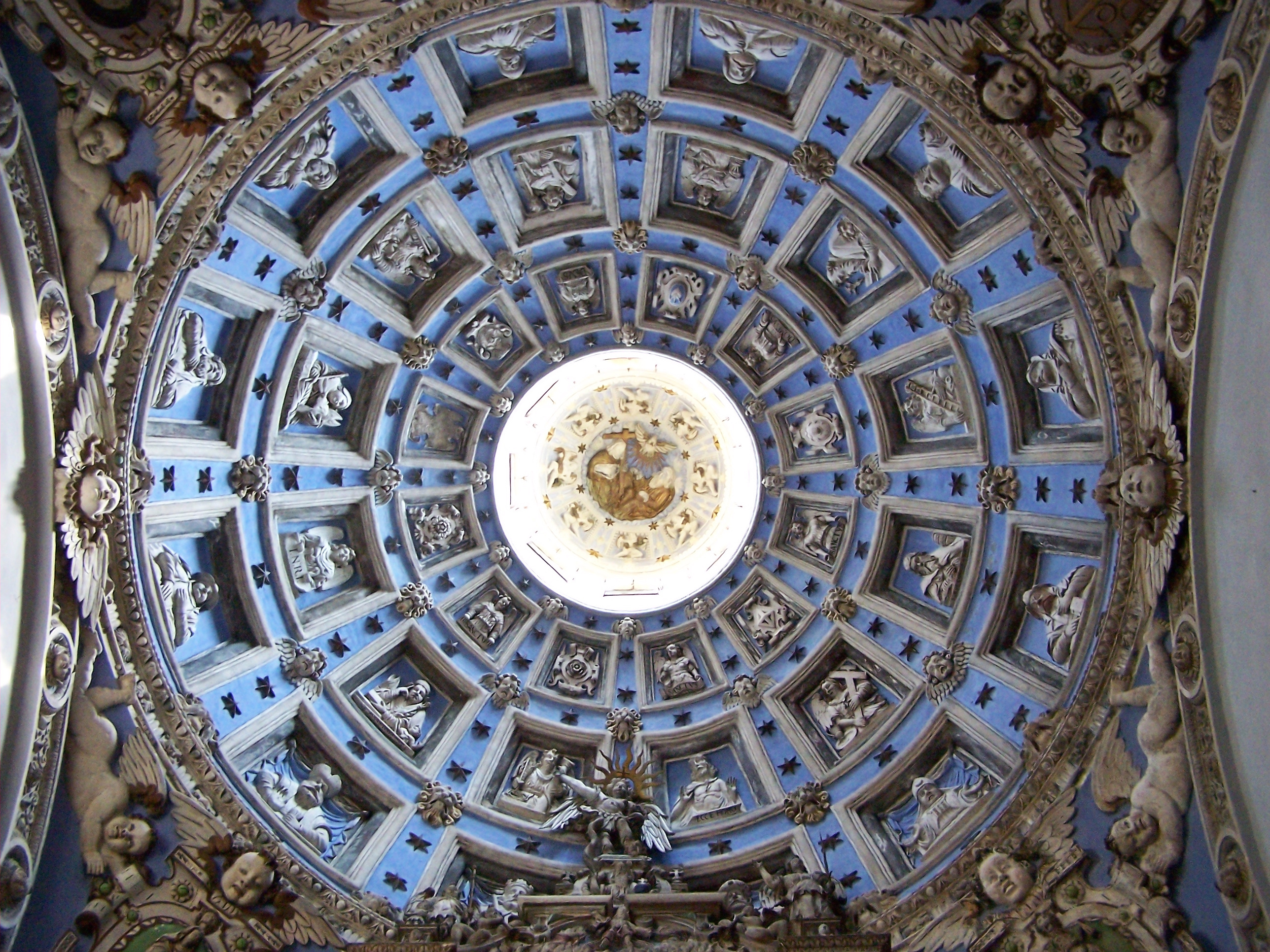
Внутрішня чаша купола каплиці Боїмів з трьома рядами кесонів зі скульптурами роботи Я. Пфістера

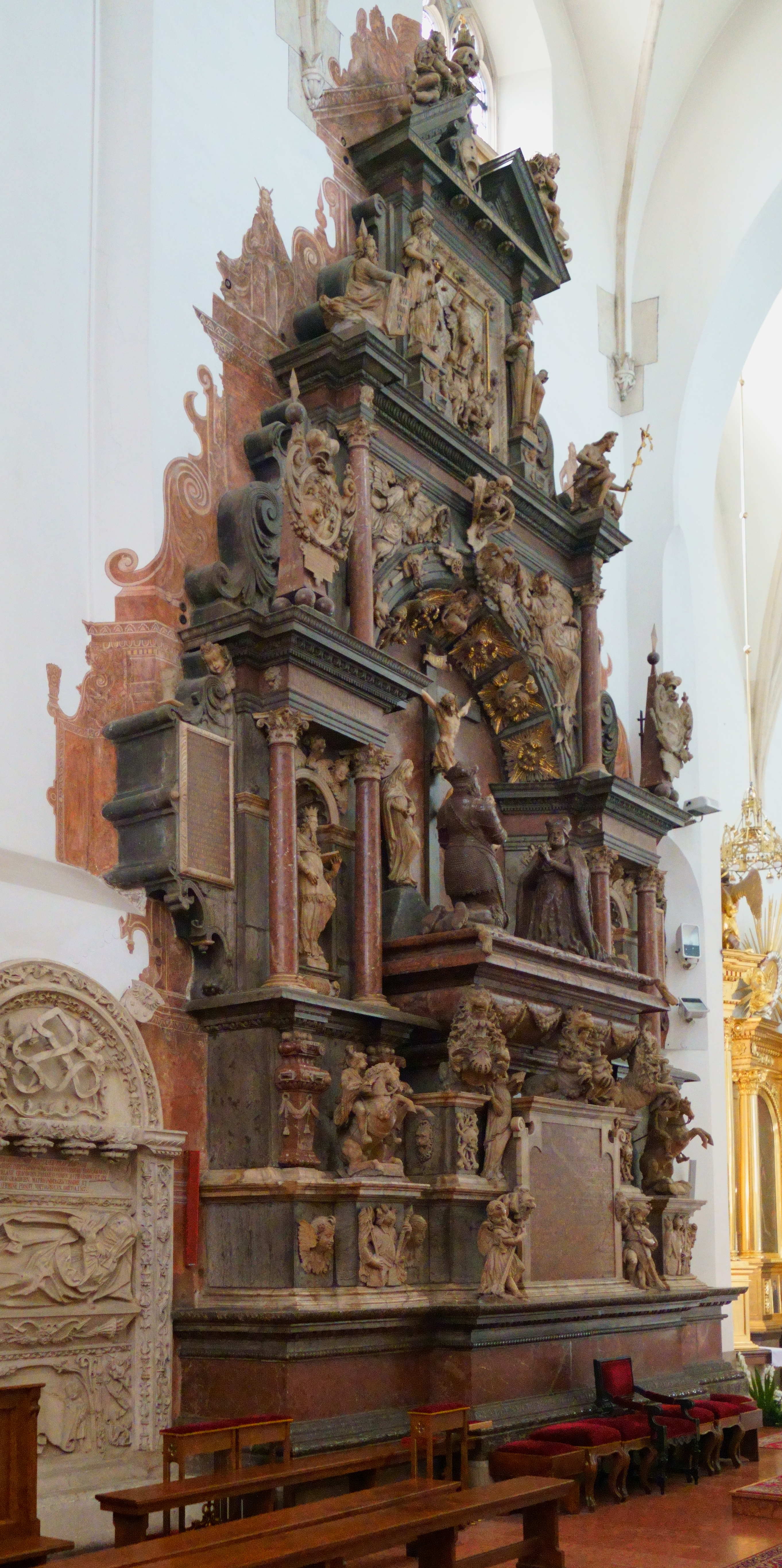
Надгробок Осторозьких, катедра, Тарнів

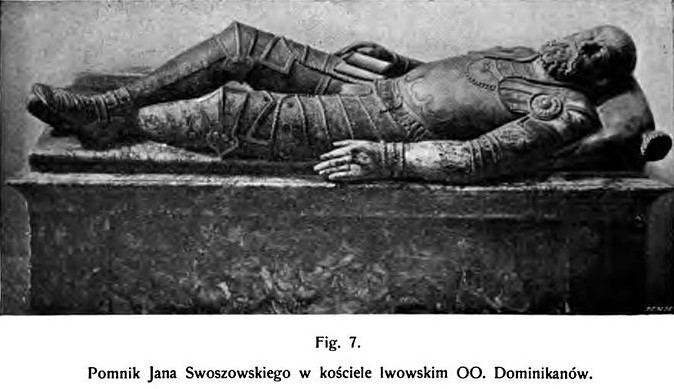
надгробок Яна Свошовського

Батько — Георг (ймовірно, Ганс) Пфістер (пом. 1576) походив із м. Гайльбронн у провінції Баден. Мати — Марта Шевітц (Marta Schewitz, пом. 1582). У 1566–1576 роках батько Йогана володів майстернею у Вроцлаві. Мав п'ятьох дітей, зокрема сина Каспара, який став золотарем.
Пфістер народився 3 серпня 1573 року в м. Вроцлав (нині Польща), де й був охрещений. Після смерті Георга Пфістера з його вдовою одружився різьбяр Ганс Гоффманн (Hans Hoffmann) — челядник, який, імовірно, дав юному Пфістеру перші уроки різьбярства.
Ймовірно, Й. Пфістер пізніше міг бути в Гданську, де зустрівся з Вільгельмом ван ден Блоком. Як майстер Пфістер прибув до тодішньої Польщі, певне, у перших роках XVII ст. Складно сказати, де спочатку мешкав; це могли бути Тарнів, Львів чи Бережани. Відомостей про наступні роки життя скульптора майже немає.
У 1605–1612 роках можливо працював у складі бригади Ганса Шольца (за іншими даними, ван ден Блока) при спорудженні надгробка Івана-Януша Острозького та його першої дружини Сузанни в Тарнові.
Принаймні в 1611—1615 роках постійно мешкав у Львові. У львівських актах за 1612 рік був запис, за яким вдова Альберта Домагалича Катажина Шольц-Вольфовичівна розрахувалась за борг померлого чоловіка «Ганусу-сницарю», якого ідентифікують з Пфістером. В. Лозинський припускав, що А. Домагалич мав виплатити якусь суму Пфістеру з державлення ставків у Бережанах, покриваючи тим самим борг Сенявських перед майстром.
1612 року задокументовано його перебування у цьому місті під покровительством Сенявських. Незабаром був задіяний на кількох львівських об'єктах. 1615 року знову працює у Сенявських у Бережанах. Згодом перебирається до Тарнова, де працює над різними замовленнями, зокрема завершує надгробок князя Острозького.
У перших місяцях 1616 року переїхав до Бережан, де за дорученням коронного підчашого Адама Єроніма Сенявського оздоблював замкові зали. Невдовзі після весілля (відбулось у 1617 році у Львові) повернувся вже з дружиною до Бережан, де мешкав до 1619 року, володів тут кам'яницею.
На початку 1620 року з дружиною перебував у Львові. З 1627 року після повернення постійно проживав у Бережанах, де купив кам'яницю. Тут був на службі в Катерини Сенявської, працював у місті до смерті. Значна кількість робіт свідчить про наявність великої кількості челядників, імена яких не відомі. Серед останніх, можливо, був Бернард Дікембош, про якого збереглись певні відомості. Діяльність Пфістера значною мірою спричинилась до формування осередку скульпторів у Бережанах. Відомо про два випадки, коли скульптори навіть ставали бургомістрами Бережан. Паралельно діяла майстерня Пфістера у Львові.
Згідно запису в заповіті Павла Бойма, Пфістер не жив у 1642 році. За даними академічного видання «Polski Słownik Biograficzny», помер до 1642 року. Б. Тихий вказав, що помер Йоган Пфістер 1642 або 1645 року. Р. Михайлова датує час смерті майстра між 1642 та 1645 роками. Ще одна дата смерті — 1648. Був похований у крипті костелу святих Петра і Павла у Бережанах.

### Сім'я
У травні 1617 року у Львові відбувся його шлюб з Катажиною зі Свенткевичів — донькою заможного львівського аптекаря Яна Свенткевича. Тесть Пфістера відзначився дуже гучним весіллям, що тривало майже тиждень (за спогадами Катажини, Сенявські позичили свій надвірний оркестр). Мав доньку Анну, яка вийшла заміж за Бартломея Ковальковського. 1620 року народився син, якого названо Яном. Відомо, що його хресним батьком 12 січня 1620 року став львівський єпископ-суфраган Томаш Піравський. Ян молодший також став скульптором, однак про нього майже нічого невідомо. Можливо, брав участь у завершенні епітафії в каплиці Боїмів.

## Творчість
Пфістер вважається найвидатнішим скульптором на межі XVI–XVII ст., що творив на теренах Руського воєводства. Працював переважно в мармурі та алебастрі, деколи у дереві, найкращі твори виконав у Львові, Бережанах, Тарнові. Його металеві саркофаги родини Сенявських з каплиці Бережанського замку не мають аналогів у польському мистецтві. Владислав Лозинський стверджував, що найкращі роботи майстер виконав у Бережанах з 1627 по 1636 роки.
- Документально підтверджена участь Пфістера у різьбярській декорації каплиці Боїмів (1609—1611) (за В. Лозинським, виконав надгробок Г. Бойма;[10] в інших джерелах вказано, що — епітафії Георгія і Ядвіги Боймів та їх зятя — Зигмунта Бреслера), а також низку скульптурних портретів у кесонах купола каплиці.[11]
- Скульптурна декорація інтер'єрів бернардинського костелу у Львові. Приписується Пфістеру через високий мистецький рівень і близьке знайомство з керівником будівництва Андреасом Бемером.
- Дослідники Владислав Лозинський і Мечислав Гембарович припускали авторство Пфістера у скульптурах Христа і Богоматері в нішах головного фасаду костелу бернардинського монастиря у Львові. Скульптури за своїм рівнем виділяються на фоні решти скульптурного ансамблю, приписуваного Андреасові Бемеру. Мистецтвознавець Володимир Любченко схильний все ж вважати ці статуї ближчими до примітивного реалізму Бемера.[12]
- Дерев'яне розп'яття для вівтаря Святого Хреста костелу єзуїтів (нині Гарнізонний храм святих апостолів Петра і Павла) у Львові (до 1616).
- Надгробок архієпископа Яна Замойського в латинській катедрі Львова (1614). Зберігся лише частково.
- Надгробок єпископа-суфрагана Томаша Піравського в каплиці латинського кафедрального собору у Львові, яку єпископ фундував ще за життя.[9] На її місці зараз каплиця Святого Йосифа. Мечислав Ґембарович, аналізуючи скульптуру, стверджував про реалістичність трактування постаті єпископа.
- Надгробок Яна Свошовського в костелі Домініканців у Львові (бл. 1614).
- Надгробок Івана-Януша[13] з роду Острозьких у латинській катедральній базиліці (Тарнів, 1620). Загалом приписується Вільгельмові ван ден Блокові, однак під його керівництвом працювала ціла бригада майстрів, зокрема Пфістер. Єдина робота, на якій міститься підпис «Joannis Pfister wratislawiensis skulptura Anno Dni 1620».
- Надгробок Адама Єроніма Сенявського (1627) і родини Сєнявських (після 1636—1641) у замковій каплиці в Бережанах. Можливо, брав участь у декоруванні скульптурою самого замку (бл. 1615—1619).
- Надгробок Яна Конецпольського[14] (бл. 1612) в колишньому костелі Святої Трійці в Олеську.
- На думку Мечислава Гембаровича, був автором надгробка руського воєводи Івана Даниловича[15] (бл. 1629) в колишньому костелі Святої Трійці в Олеську; Казімеж Кучман припустив, що це твердження може бути пов'язане зі схожістю з композиціями надгробків Адама Єроніма Сенявського у Бережанах та князів Острозьких у тарнівській катедрі.[16]
- Владислав Лозинський приписував Пфістеру три рельєфи на фасаді каплиці Кампіанів у Львові. Такої ж думки притримується Володимир Любченко. Пфістер — автор барокового навершя надгробків Кампіанів в інтер'єрі.
- Ймовірно, брав участь у створенні головного вівтаря латинського кафедрального собору у Львові. За однією з версій, після барокової перебудови собору у XVIII столітті, фрагменти вівтаря передано до Преображенської церкви містечка Дунаїв (нині село), де була резиденція львівських архиєпископів РКЦ.
- Композиція вівтаря парафіяльного костелу Бережан (тепер костел святих апостолів Петра і Павла), на думку В. Лозинського ; (розп'яття зараз перебуває у церкві села Вербів, статуї апостолів Петра і Павла — у Музеї сакрального мистецтва та історії церкви ДІАЗу в Бережанах[1])